# Anduze
Anduze – miejscowość i gmina we Francji, w regionie Oksytania, w departamencie Gard.
Według danych na rok 1990 gminę zamieszkiwały 2913 osoby, a gęstość zaludnienia wynosiła 200 osób/km² (wśród 1545 gmin Langwedocji-Roussillon Anduze plasuje się na 133. miejscu pod względem liczby ludności, natomiast pod względem powierzchni na miejscu 545.).